# Kanton Le Tricastin
Der Kanton Le Tricastin ist seit 2015 ein französischer Kanton im Arrondissements Nyons, im Département Drôme und in der Region Auvergne-Rhône-Alpes; sein Hauptort ist Pierrelatte.

## Gemeinden
Der Kanton besteht aus acht Gemeinden mit insgesamt 29.857 Einwohnern (Stand: 2022) auf einer Gesamtfläche von 185,73 km²:
| Gemeinde                  | Einwohner 1. Januar 2022 | Fläche km² | Dichte Einw./km² | Code INSEE | Postleitzahl |
| ------------------------- | ------------------------ | ---------- | ---------------- | ---------- | ------------ |
| Clansayes                 | 520                      | 14,47      | 36               | 26093      | 26130        |
| La Garde-Adhémar          | 1.147                    | 27,73      | 41               | 26138      | 26700        |
| Pierrelatte               | 13.909                   | 49,56      | 281              | 26235      | 26700        |
| Rochegude                 | 1.677                    | 18,30      | 92               | 26275      | 26790        |
| Saint-Paul-Trois-Châteaux | 8.776                    | 22,04      | 398              | 26324      | 26130        |
| Saint-Restitut            | 1.450                    | 14,48      | 100              | 26326      | 26130        |
| Solérieux                 | 311                      | 8,55       | 36               | 26342      | 26130        |
| Suze-la-Rousse            | 2.067                    | 30,60      | 68               | 26345      | 26790        |
| Kanton Le Tricastin       | 29.857                   | 185,73     | 161              | 2614       | –            |